# Bettencourt-Rivière
Bettencourt-Rivière là một xã ở tỉnh Somme, vùng Hauts-de-France, Pháp.

## Địa lý
Thị trấn này tọa lạc trên đường D216, khoảng 15 dặm Anh về phía đồng nam của Abbeville. Xã có hai làng: Bettencourt ở phía tây, bên tả ngạn của sông Airaines và Rivière về phía đông, bên hữu ngạn của sông này.

## Dân số
| 1962                                                           | 1968 | 1975 | 1982 | 1990 | 1999 |
| -------------------------------------------------------------- | ---- | ---- | ---- | ---- | ---- |
| 166                                                            | 183  | 168  | 161  | 200  | 212  |
| Số liệu điều tra dân số từ năm 1962, dân số không tính hai lần |      |      |      |      |      |

## Địa điểm nổi bật

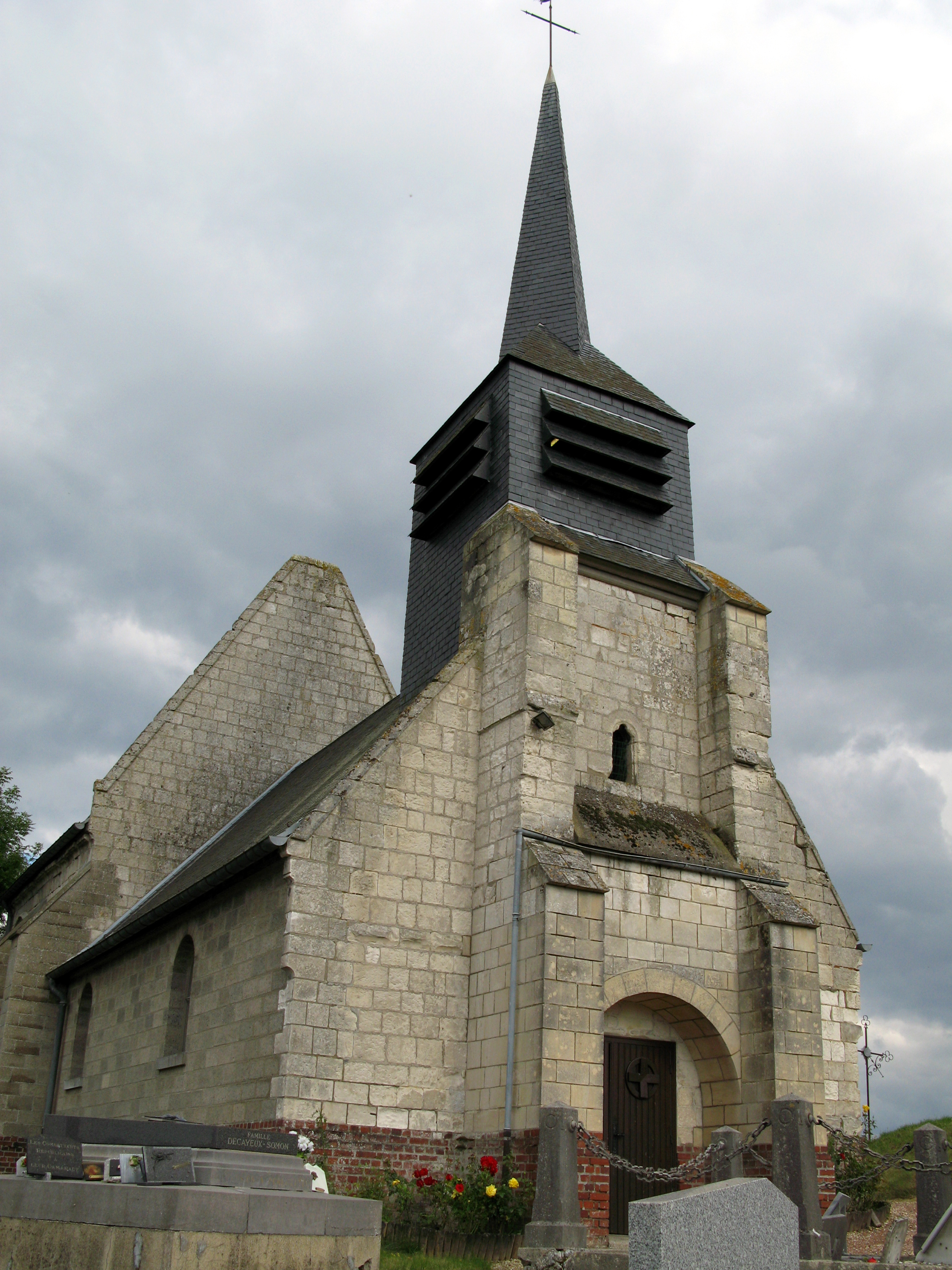
Giáo đường Bettencourt

- Giáo đường Bettencourt
- Giáo đường Rivière